# شامی با آندره
شامی با آندره (انگلیسی: My Dinner with Andre) یک فیلم کمدی-درام آمریکایی به کارگردانی لویی مال است که در سال ۱۹۸۱ منتشر شد. فیلم در مورد مکالمه و دیدار والاس شاون و آندره گرگوری، کارگردان تئاتر است. صحبت‌های این دو در مورد مسائل مختلفی همچون زندگی، مرگ، انسان، تکنولوژی، فلسفه، هنر و... است. آندره تجربیات شخصی خودش را به این مسائل ارجاع می‌دهد.